# Säffle köping
Säffle köping var en tidigare kommun i Värmlands län.

## Administrativ historik
Säffle köping bildades 1882 genom en utbrytning ur By landskommun. By landskommun inkorporerades sedan 1943 i köpingen. Köpingen ombildades tillsammans med Tveta landskommun 1951 till Säffle stad.
Säffle församling utbröts 1911 ur By församling, där By församling sedan 1943 inkorporerades i Säffle församling.

## Köpingens vapen
Blasonering: Av guld och blått medelst en vågskura delad sköld, i vars övre fält en uppstigande blå örn med röd näbb och tunga.
Säffle kommunvapen fastställdes av Kungl. Maj:t 1949 för Säffle köping och fördes från 1951 av Säffle stad. Det blå undre fältet syftar på Säffle kanal och örnen är ur Värmlands vapen. Efter kommunbildningen registrades vapnet oförändrat 1974 för Säffle kommun.

## Politik

### Mandatfördelning i valen 1938-1946
| 12 | 2 |  | 3 | 7 |

| 25 |

| 2 | 16 |  | 2 | 4 | 5 |

| 29 |

| 6 | 12 |  | 7 | 4 |

| 26 |